# Marquènh
Marquènh (en francès Marquein) és un municipi de França de la regió d'Occitània, al departament de l'Aude.